# Jakuten

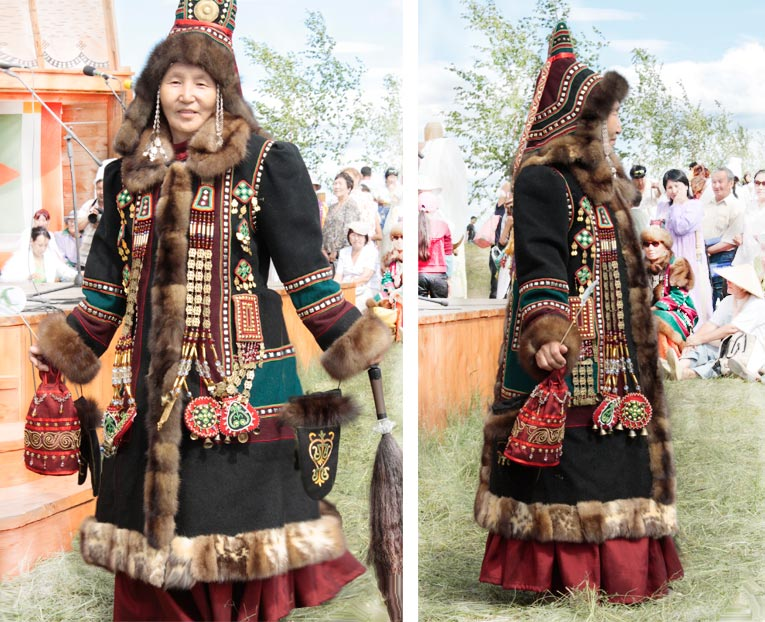
Jakutin in der Nationaltracht

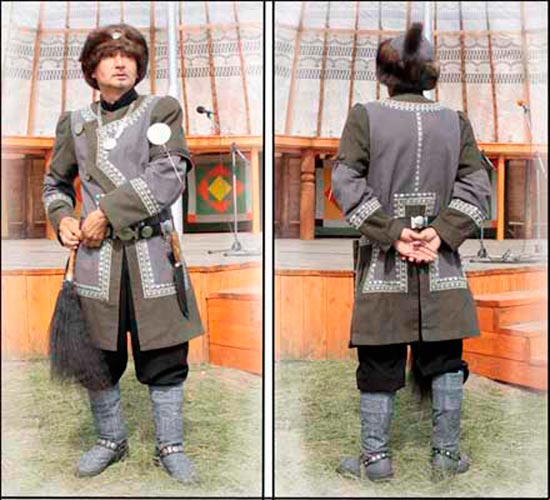
Jakute in der Nationaltracht

Jakuten (jakut. Сахалар/Sachalar; russ. Якуты/Jakuty) oder Sacha ist der Name eines heutigen Turkvolkes, das in der autonomen Republik Sacha (Jakutien) innerhalb der Russischen Föderation im fernöstlichen Sibirien beheimatet ist.
Die russische Volkszählung von 2002 ergab, dass in Russland 443.852 Jakuten leben. Von diesen lebten 432.290 in der Republik Sacha. Jakutische Minderheiten gibt es am Amur, auf Sachalin, in Magadan und in der Region Krasnojarsk.

## Herkunft
Archäologische Funde zeigen große Ähnlichkeit mit den Burjaten und den Altaiern. Genetische Analysen zeigen große Verwandtschaft zu anderen Turkvölkern, speziell zu Kasachen und Altaiern. Beim Vergleich der mitochondrialen DNA von 117 Jakuten mit der anderer eurasischer Völker konnte auch eine hohe genetische Übereinstimmung mit den tungusischen Ewenken, die zum Teil dasselbe Gebiet besiedeln, als auch mit den in Südsibirien lebenden turksprachigen Tuwinern nachgewiesen werden.

## Geschichte
Die jakutische Gesellschaft gliederte sich traditionell in Adel, Freie und Sklaven. Sie lebten als Jäger, Fischer und zu einem sehr geringen Teil als Bauern, beziehungsweise Rentier- und Pferdezüchter. Dennoch hat die Zucht des Jakuten-Pferdes eine besondere Bedeutung in der Kultur der Jakuten.
Ihre Umsiedlung war die letzte der Migrationen türkischer Bevölkerungsgruppen aus Zentralasien. Im Gegensatz zu allen anderen Turkvölkern sind die Jakuten nicht den südlichen oder westlichen Routen gefolgt, sondern wanderten nach Nordosten ins Tal der Lena. Die Wanderbewegung der Jakuten setzte im 12. Jahrhundert ein – zu einer Zeit, als die Mongolen-Clans ihren Machtbereich ausdehnten.

## Kultur
Die Jakuten wurden in den 1820er Jahren christianisiert und bekennen sich heute mehrheitlich zum russisch-orthodoxen Christentum, wobei eine Vielzahl schamanisch-religiöser Praktiken erhalten geblieben sind und noch häufig praktiziert werden. Hierzu gehören die musiktherapeutischen Praktiken traditioneller Heiler, bei denen die Maultrommel chomus gespielt wird oder von Schamanentrommeln begleitete Geisteranrufungsgesänge. Das den Heilungen zugrunde liegende geistige Konzept und Weltmodell heißt kut-siur. Es gab „weiße Schamanen“, die Opferungen ausführten und Gebetsspezialisten waren, aber keine Seelenreise unternahmen und keinen Kontakt zu Geistern hatten und im Gegensatz zum eigentlichen Geisterbeschwörer nicht in Ekstase verfielen.
Olonkho ist ein jakutisches Heldenepos, das in über 10.000 Zeilen Legenden über Krieger, Götter, Geister und mehr erzählt, aber auch aktuelle Themen wie den Zerfall der nomadischen Gesellschaft behandelt. Es wird von einem Erzähler/Sänger abwechselnd gesungen und rezitiert. Wegen der Vielzahl der Erzähler gibt es ungezählte Varianten. Eine Erzählerin und Sammlerin war Marija Androssowa-Ionowa. Unter sowjetischer Herrschaft wurde Olonkho erst seit der Perestroika wieder geschätzt. Die Unterbrechung und die veränderte moderne Gesellschaft bedrohen diese Tradition, da die meisten Erzähler recht betagt sind. Olonkho ist seit 2001 als Immaterielles Kulturerbe der Menschheit anerkannt und in der UNESCO-Liste des immateriellen Kulturerbes der Menschheit enthalten.